# Белвал ан Аргон
Белвал ан Аргон (фр. Belval-en-Argonne) насеље је и општина у североисточној Француској у региону Шампањ-Арден, у департману Марна која припада префектури Сент Манеу.
По подацима из 2011. године у општини је живело 51 становника, а густина насељености је износила 4,19 становника/km². Општина се простире на површини од 12,17 km². Налази се на средњој надморској висини од 136 метара.

## Демографија
| 1962. | 1968. | 1975. | 1982. | 1990. | 1999. | 2011. |
| ----- | ----- | ----- | ----- | ----- | ----- | ----- |
| 82    | 104   | 73    | 56    | 59    | 47    | 51    |

График промене броја становника у току последњих година